# Hãn quốc Kazan
Hãn quốc Kazan (tiếng Tatar: Qazan xanlığı/Казан ханлыгы; tiếng Nga: Казанское ханство, chuyển tự: Kazanskoe khanstvo) là một nhà nước của người Tatar thời trung cổ nằm trên lãnh thổ của cựu quốc gia Volga Bulgaria từ năm 1438 tới năm 1552. Hãn quốc này bao trùm lên lãnh thổ ngày nay của Tatarstan, Mari El, Chuvashia, Mordovia, một phần của Udmurtia và Bashkortostan; thủ đô của nó là thành phố Kazan.

## Địa lý và dân số
Lãnh thổ của hãn quốc này bao gồm Bolgar Hồi giáo-các vùng đất có dân cư sinh sống như các công quốc Bolğar, Cükätäw, Kazan, Qaşan và các khu vực khác mà ban đầu thuộc về Volga Bulgaria. Các sông Volga, Kama và Vyatka là các con sông chính trong hãn quốc, cũng là các lộ trình thương mại chính yếu. Phần chủ yếu trong dân cư là người Tatar Kazan (nghĩa là những người Bolgar Hồi giáo chấp nhận nói tiếng Tatar). Sự tự nhân dạng của họ không bị hạn chế chỉ là người Tatar; nhiều người nhận họ chỉ đơn giản là người Hồi giáo hoặc "người Kazan". Hồi giáo là quốc giáo của hãn quốc này.
Tầng lớp quý tộc phong kiến địa phương bao gồm những người thuộc tộc người Bolgar, nhưng triều đình của hãn Kazan và các vệ sĩ bao gồm cả những người Tatar trên thảo nguyên (người Kipchak, và sau đó còn có cả những người Nogai) sinh sống tại Kazan. Theo truyền thống của Thành Cát Tư Hãn, những bộ lạc người Turk tại khu vực này cũng được tầng lớp quý tộc thảo nguyên (và sau này là tầng lớp quý tộc Nga) gọi là người Tatar. Một phần của tầng lớp quý tộc cao nhất có nguồn gốc từ Kim Trướng hãn quốc. Họ bao gồm các thành viên của 4 dòng họ quý tộc cao quý nhất là: Arghin, Barin, Qipchaq và Shirin.
Những người dân thần phục hãn là người Chuvash, người Mari, người Mordva, người Tatar-Mishar, người Udmurt và người Bashkir. Những bộ lạc người Perm và một số bộ lạc người Komi cũng được sáp nhập vào hãn quốc. Người Mishar đã đến khu vực này trong thời kỳ Kim Trướng hãn quốc và dần dần đồng hóa người Mordvin và người Burta gốc Phần Lan bản địa. Lãnh thổ của họ do những người Tatar thảo nguyên trước đây lãnh đạo. Một số công quốc Mishar đã không bao giờ chịu sự kiểm soát của hãn quốc Kazan và thay vì thế họ nghiêng về phía hãn quốc Qasim hay Muscovy.
Phần lớn lãnh thổ của hãn quốc này là rừng, và chỉ có phần phía nam là nối vào thảo nguyên. Phần chính dân cư của các thảo nguyên là những người Manghite du cư, còn gọi là người Nogai, những người này đôi khi công nhận sự cai trị của hãn Kazan, nhưng thông thường thì họ luôn tấn công cướp bóc những người Tatar và Chuvash sinh sống bằng nông nghiệp, giống như họ đã từng làm trong thời kỳ Kim Trướng hãn quốc. Sau này, người Nogai đã di thực đi nơi khác và được thay thế bằng người Kalmyk. Gần đây hơn nữa thì khu vực này đã do những người Tatar, Chuvash và Nga sinh sống, họ đã dựng lên các bức tường phòng ngự để bảo vệ biên giới phía nam. Kể từ khi hãn quốc thành lập, thì các đội quân Cossack Tatar đã bảo vệ hãn quốc trước người Nogai.
Các nguồn sử liệu Nga chỉ ra rằng có ít nhất 5 ngôn ngữ đã được sử dụng tại hãn quốc Kazan. Đầu tiên và trước nhất là tiếng Tatar, bao gồm phương ngữ miền trung của người Tatar Kazan (trước đó là người Bolgar Hồi giáo) và thổ ngữ miền tây của người Mishar (trước đó là người Tatar thảo nguyên nói tiếng Kipchak). Dạng chữ viết của nó (tiếng Tatar cổ) là chữ viết ưa thích của nhà nước này. Tiếng Chuvash là hậu duệ của tiếng Bolgar, được những người Chuvash ngoại giáo sử dụng. Tiếng Bolgar cũng có ảnh hưởng mạnh tới thổ ngữ miền trung của tiếng Tatar. Ba ngôn ngữ khác có lẽ là tiếng Mari, tiếng Mordvin và tiếng Bashkir, có lẽ cũng đã phát triển từ tiếng Bolgar và các ngôn ngữ Kipchak khác. 

Bản đồ Hãn quốc Kazan những năm 1540

## Kinh tế
Dân cư đô thị của hãn quốc sản xuất các đồ sành sứ, đồ thủ công bằng gỗ và kim loại, đồ da, áo giáp, cày bừa và đồ trang sức. Các thành thị chính là Qazan, Arça, Cükätaw, Qaşan, Çallı, Alat và Cöri. Dân cư đô thị cũng buôn bán với các dân tộc Trung Á, Kavkaz và Nga. Trong thế kỷ 16, Nga trở thành bạn hàng thương mại chính của Kazan, và hãn quốc cũng tham gia vào hệ thống kinh tế của Moskva. Các khu chợ chính là bazaar Taşayaq tại Kazan và hội chợ đảo Markiz trên sông Volga. Quyền sở hữu đất nông nghiệp dựa trên söyurğal và các tài sản thừa kế.

## Xã hội
Nhà nước này do hãn cai trị. Các quyết định của ông dựa trên quyết định và tư vấn của hội đồng nội các là Diwan. Tầng lớp quý tộc bao gồm các cấp bäk (tù trưởng), ämir (tiểu vương), và morza (murza). Các đẳng cấp quân sự bao gồm uğlan (ulan), bahadir, içki (ichki). Giới tăng lữ Hồi giáo cũng đóng vai trò lớn. Họ được phân chia thành säyet (seid), şäyex (sheikh), qazí (qazi) và imams. Ulema hay các tăng lữ còn đóng vai trò pháp lý, và họ duy trì các madrassa và maktab (các trường tôn giáo).
Phần lớn dân chúng là qara xalıq (dân đen): họ là những người dân tự do theo Hồi giáo, sống trong lãnh thổ của nhà nước này. Trên các vùng đất phong kiến chủ yếu là các çura (nông nô) định cư. Các tù nhân chiến tranh thường được bán sang Thổ Nhĩ Kỳ hay Trung Á. Thỉnh thoảng họ cũng bị bán ngay trong hãn quốc làm qol (nô lệ) và đôi khi cũng định cư trên các vùng đất phong kiến để sau đó trở thành çura. Dân cư không theo Hồi giáo trong hãn quốc phải nộp yasaq.

## Hành chính, quân sự

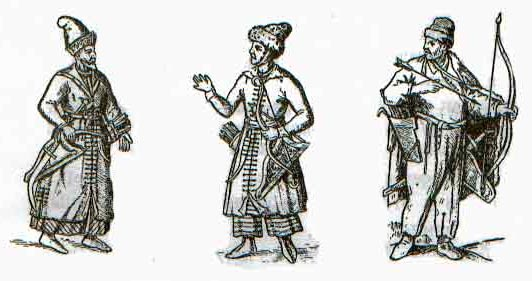
Những người lính Tatar

Hãn quốc được chia thành 5 daruğa: Alat, Arça, Gäreç, Cöri và Nuğay. Thuật ngữ daruğa được dịch ra thành "mặt, phương diện". Chúng thay thế cho các "công quốc" mà hãn quốc từ đó mà ra. Một số lãnh chúa phong kiến đôi khi đòi độc lập từ Kazan, nhưng những ý định đó đều nhanh chóng bị dập tắt.
Quân đội của hãn quốc dựa trên khí tài và nhân lực từ các daruğa và các vùng đất lệ thuộc, đội bảo vệ của hãn và quân đội của giới quý tộc. Số lượng lính không ổn định, dao động trong khoảng 20.000 tới 60.000 người. Thông thường, các đội quân từ Nogay, Crimea và Nga cũng phục vụ cho các hãn Kazan. Các loại vũ khí nóng (súng hỏa mai) cũng được dùng để bảo vệ các tường thành Kazan.

## Văn hóa

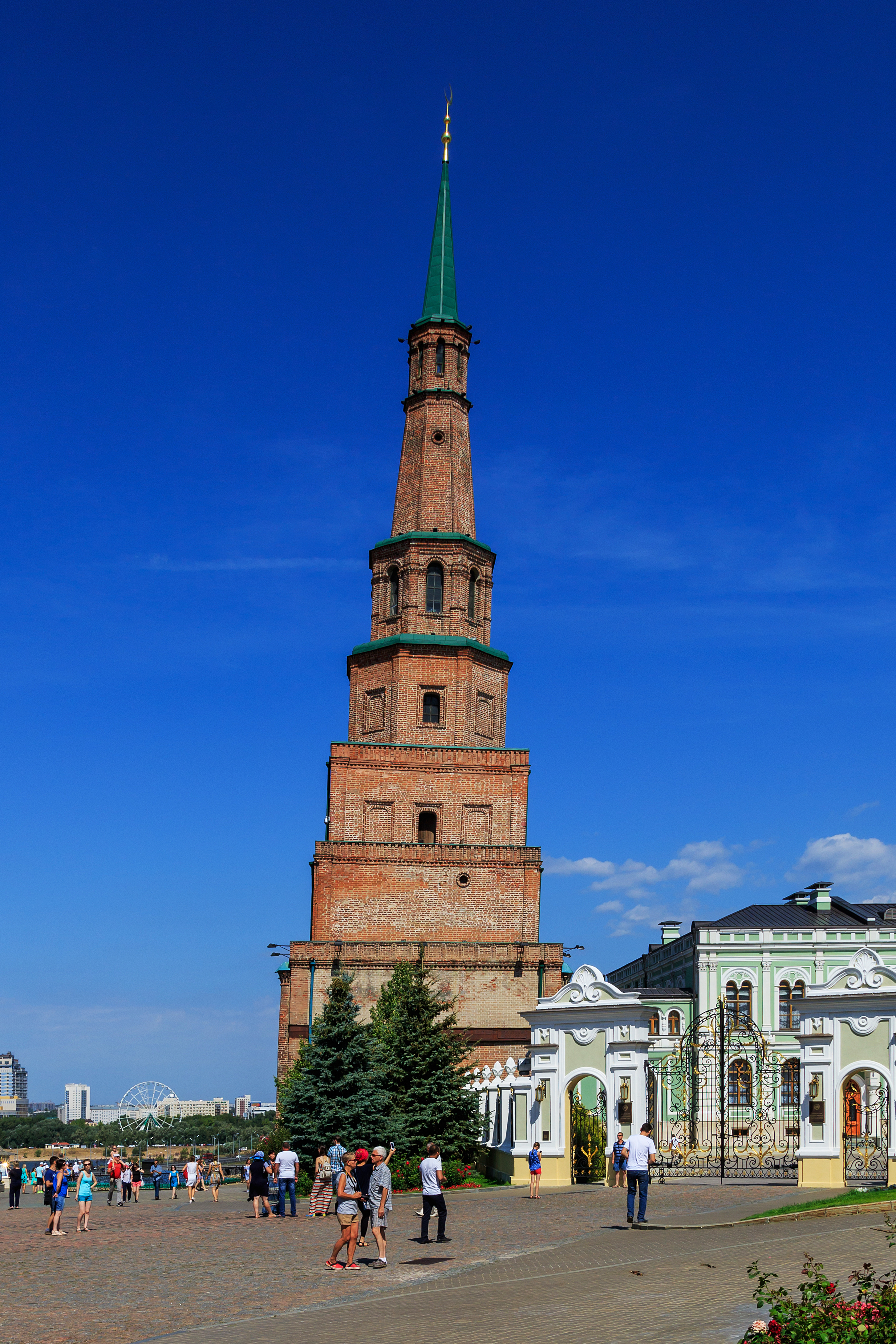
Tháp Söyembikä tại Kazan thể hiện một số đặc điểm của kiến trúc Kazan trung cổ.

Nói chung, nền văn hóa của hãn quốc Kazan thừa hưởng từ nền văn hóa của Volga Bulgaria. Các yếu tố văn hóa của Kim Trướng hãn quốc cũng có mặt trong các giới quý tộc.
Một phần lớn dân cư đô thị của hãn quốc là có học. Các thư viện lớn có trong các nhà thờ và madrassah. Kazan đã là trung tâm của khoa học và thần học trong hãn quốc.
Mặc dù ảnh hưởng của Hồi giáo là rất lớn, nhưng văn học thế tục (không giáo hội) cũng rất phát triển. Các nhà thơ viết bằng tiếng Tatar cổ nổi tiếng nhất là Möxämmädyar, Ömmi Kamal, Möxämmädämin, Ğärifbäk và Qolşärif. Möxämmädyar đã cải tiến các truyền thống của thơ ca Kazan và các bài thơ của ông là rất phổ biến.
Thành phố Bolghar (Bolğar) vẫn duy trì được vị trí của nó như là một địa điểm thần thánh, nhưng chỉ có chức năng này, do sự nổi lên của Kazan như là một trung tâm chính trị và kinh tế lớn chính yếu trong thập niên 1430.
Các công trình xây dựng-kiến trúc của hãn quốc được đặc trưng bởi kiến trúc bằng đá trắng và nghệ thuật chạm khắc gỗ.

## Lịch sử
Lãnh thổ trước đây của Volga Bulgaria (Kazan Ulus hay công quốc Kazan) có thể đã giành được độc lập từ trong Kim Trướng hãn quốc đang tan rã vào khoảng thế kỷ 15. Công quốc này là tự quản và duy trì triều đại của các nhà cầm quyền người Bolgar. Bất kể địa vị pháp lý như thế nào của tiền-nhà nước này, thì người sáng lập ra hãn quốc vẫn là Olug Moxammat. Điều này diễn ra khoảng năm 1437 hay 1438 khi ông lấy tước hiệu hãn và chiếm ngai vàng của Kazan với sự hỗ trợ từ giới quý tộc địa phương. Người ta cho rằng sự chuyển giao quyền lực từ triều đại của người Bolgar địa phương sang cho cho gia đình Moxammat đã được con trai ông là Maxmud hoàn thành năm 1445.
Trong suốt lịch sử của mình, hãn quốc này đã nằm trong các rối loạn và tranh đấu nội bộ vì ngai vàng. Các hãn đã thay thế nhau cả thảy 19 lần trong 115 năm. Có tổng cộng 15 hãn đã cai trị, một số đã nhiều lần lên ngai vàng. Hãn thông thường được các quý tộc bản xứ và thậm chí là cả các công dân bầu ra theo truyền thống để lại từ thời Thành Cát Tư Hãn.

### Lịch sử sơ kỳ
Xem thêm: Chiến tranh Nga-Kazan
Trong thời kỳ cai trị của Olug Moxammat và con trai ông là Maxmud, các lực lượng Kazan đã cướp bóc Muscovy và các vùng đất phụ thuộc công quốc này nhiều lần. Vasily II của Moskva (1415-1462), tham gia vào cuộc chiến tranh Nga-Kazan để chống lại người Tatar và đã bị đánh bại trong trận đánh gần Suzdal ngày 6 tháng 6 năm 1445 và bị ép buộc phải nộp tiền chuộc cho hãn Kazan.
Tháng 7 năm 1487, đại công tước Ivan III (1440-1505) của Moskva chiếm đóng Kazan và dựng lên một thủ lĩnh bù nhìn là Möxämmädämin lên ngai vàng của hãn quốc Kazan. Sau đó, hãn quốc Kazan trở thành lãnh thổ bảo hộ của Moskva và các thương nhân Nga đã được phép buôn bán tự do trong khắp lãnh thổ của hãn quốc. Những người ủng hộ cho liên minh với đế quốc Ottoman và hãn quốc Krym đã cố gắng khai thác các bất bình của dân chúng để kích động bạo loạn (năm 1496, 1500 và 1505), nhưng không thu được kết quả đáng kể nào.
Năm 1521, Kazan thoát ra khỏi sự thống trị của Moskva, quyết định tham gia vào hiệp ước tương hỗ với hãn quốc Astrakhan, hãn quốc Crimea và hãn quốc Nogay. Các lực lượng liên minh của hãn Muhamed Giray và đồng minh Crimea sau đó tấn công Muscovy và bắt hơn 150.000 người làm nô lệ. Biên niên sử Nga ghi chép lại khoảng 40 cuộc tấn công của các hãn Kazan lên trên lãnh thổ Nga (chủ yếu trong khu vực Nizhniy Novgorod, Murom, Vyatka, Vladimir, Kostroma, Galich) trong nửa đầu thế kỷ 16.

### Thập niên cuối cùng
Sự tiếp viện của Krym đã không làm những thành phần thân Moskva trong hãn quốc Kazan thích thú và một số quý tộc đã kích động cuộc nổi dậy năm 1545. Kết quả là sự phế truất Safa Giray. Một người thuộc phái thân Moskva là Şahğäli đã chiếm ngai vàng lần thứ hai. Tiếp theo năm này, Moskva đã tổ chức một số chiến dịch để áp đặt sự kiểm soát lên trên Kazan, nhưng các cố gắng này không đạt được kết quả.

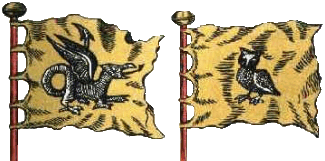
Các hãn Kazan có cờ riêng hay không vẫn là điều chưa rõ ràng. Tuy nhiên, người Hà Lan Carlus (Carel) Allard cho rằng Caesar của Tataria sử dụng hai loại cờ, và Zilant được thể hiện trên lá cờ thứ nhất. Cũng không rõ là Caesar của Tataria có phải là hãn Kazan hay không.

Với sự hỗ trợ của người Nogay, Safa Giray trở lại ngai vàng. Ông tử hình 75 quý tộc, và phần còn lại của lực lượng đối địch với ông bỏ chạy sang Muscovy. Năm 1549 ông chết, và con trai mới 3 tuổi của ông là Ütämeşgäräy được công nhận là hãn. Nhiếp chính và là người cai trị trên thực tế (de facto) của hãn quốc là Söyembikä, mẹ của hãn nhỏ tuổi này. Chính quyền của ulan Qoşçaq giành được mức độ độc lập tương đối dưới thời cai trị của bà.
Vào thời gian đó các thân thích của Safa Giray (bao gồm cả Devlet I Giray) đang ở Krym. Sự mời họ trở lại ngai vàng của Kazan đã bị phần lớn các quý tộc bản xứ làm vô hiệu lực. Dưới thời chính quyền Qoşçaq các quan hệ với Nga tiếp tục xấu đi. Một nhóm các quý tộc bất mãn vào đầu năm 1551 đã mời người ủng hộ Sa hoàng Ivan Hung Đế là Şahğäli lên ngai vàng lần thứ ba.
Vào cùng thời gian đó, các vùng đất về phía đông sông Volga (Chuvashia) đã được nhượng lại cho Nga. Ütämeşgäräy, cùng với mẹ của mình, đã bị đưa tới Moskva để cầm tù. Şahğäli chiếm ngai vàng của Kazan cho tới tháng 2 năm 1552.Các phần tử chống Moskva trong chính quyền Kazan đã lưu đày Şahğäli và mời hoàng tử Astrakhan là Yadegar Moxammad, cùng với người Nogay, tới giúp họ.

### Sụp đổ
Kazan sau đó bị bao vây. Các lực lượng của Ivan IV đã tấn công từ thành Sviyazhsk của Nga. Tháng 8 năm 1552, người Nga đánh bại bộ binh Tatar, đốt cháy Archa và một số thành quách khác. Sau hai tháng vây hãm và phá hủy các bức tường của pháo thành vào tháng 10 năm 1552, các lực lượng Nga đã tiến vào thành phố. Một số những người bảo vệ thành phố đã chạy thoát nhưng phần lớn đã bị giết. Yadegar Moxammad bị bỏ tù và dân cư bị tàn sát. Biên niên sử Kazan ghi chép rằng có khoảng 110.000 người đã bị giết, cả dân thường lẫn quân nhân, nhưng con số mang tính chất sử thi này không nên coi là chính xác, do rất có ít khả năng là dân cư của Kazan khi đó có thể trên 40.000 người.
Sau khi Kazan thất thủ, các lãnh thổ như Udmurtia và Bashkortostan đã sáp nhập vào Nga mà không xảy ra mâu thuẫn.Chính quyền của hãn quốc bị thủ tiêu, các quý tộc thân Moskva và trung lập vẫn giữ được đất đai của mình, nhưng những người khác đều bị tử hình. Người Tatar sau đó tái định cư xa khỏi các con sông, con đường và Kazan. Các vùng đất tự do đã được những người Nga và những người Tatar thân Nga tới chiếm. Các Giám mục Chính thống giáo như Germogen đã ép buộc nhiều người Tatar cải đạo.

### Kháng cự
Cho tới năm 1558, một phần dân cư vẫn tiếp tục chống lại sự cai trị của người Nga. Các chính quyền của những người nổi dậy đã được thành lập tại Chalem và Mishatamaq. Nhưng do người Nogay dưới thời Ğäli Äkräm thường xuyên cướp bóc dân cư làm nông nghiệp nên liên minh đã nhanh chóng sụp đổ. Sau cuộc trấn áp hung bạo chống lại những người Kazan nổi loạn thì các thủ lĩnh của họ đã bị hành hình.
Theo một số ước tính, dân số của cựu hãn quốc đã bị suy giảm khoảng 500.000 người như là kết quả của các cuộc chiến chiếm đóng. Chính quyền thuộc địa, gọi là Văn phòng Hoàng cung Kazan đã đảm nhận việc Nga hóa người Tatar và các dân tộc khác. Thuật ngữ Tsardom Kazan còn được sử dụng tới tận năm 1708 khi gubernia Kazan (tỉnh Kazan) được thành lập.
Theo một số học giả, hãn quốc Kazan đã được tái lập trong một thời gian ngắn thuộc Thời kỳ Loạn lạc với sự giúp đỡ của dân cư một số bộ lạc Nga, nhưng các lực lượng Nga dưới sự chỉ huy của Kuzma Minin đã nhanh chóng dập tắt cuộc nổi loạn này.